# Santa Teresa (Rio de Janeiro)
Santa Teresa is een wijk in de Braziliaanse stad Rio de Janeiro en ligt op de gelijknamige heuvel.

## Geschiedenis
De wijk werd rond 1750 gebouwd rondom het Santa Teresaklooster en werd bewoond door het rijke deel van de bevolking. Dit is nog steeds te zien door de grote oude villa's die er te vinden zijn.
In 1896 werd het Carioca-aquaduct omgebouwd tot brug met daarop een weg en trambaan waardoor de wijk nog beter bereikbaar werd. Sinds een tragische ontsporing op 27 augustus 2011, waarbij vijf mensen omkwamen, werd de dienst van de historische Santa Teresatram stilgelegd en wordt er aan een modernisering gewerkt.

## Geografie
Santa Teresa grenst aan Alto da Boa Vista, Botafogo, Catete, Catumbi, Centro, Cidade Nova, Cosme Velho, Glória, Humaitá, Lapa, Laranjeiras en Rio Comprido.

### Beschermd gebied
- Área de Proteção Ambiental de Santa Teresa, bos- en berggebied, onderdeel van het Nationaal park Tijuca

## Cultuur

### Bezienswaardigheden
- Een belangrijke toeristische bezienswaardigheid is de Escadaria Selarón. Dit is een aantal trappen die Santa Teresa met de lager gelegen wijk Lapa verbinden. Deze trappen zijn door de Chileense kunstenaar Jorge Selarón bedekt met gekleurde tegels.
- Convento de Santa Teresa, klooster
- Museu da Chácara do Céu, kunstmuseum
- Parque das Ruínas, cultureel centrum met uitzichttoren
- Santa Teresatram

## Galerij

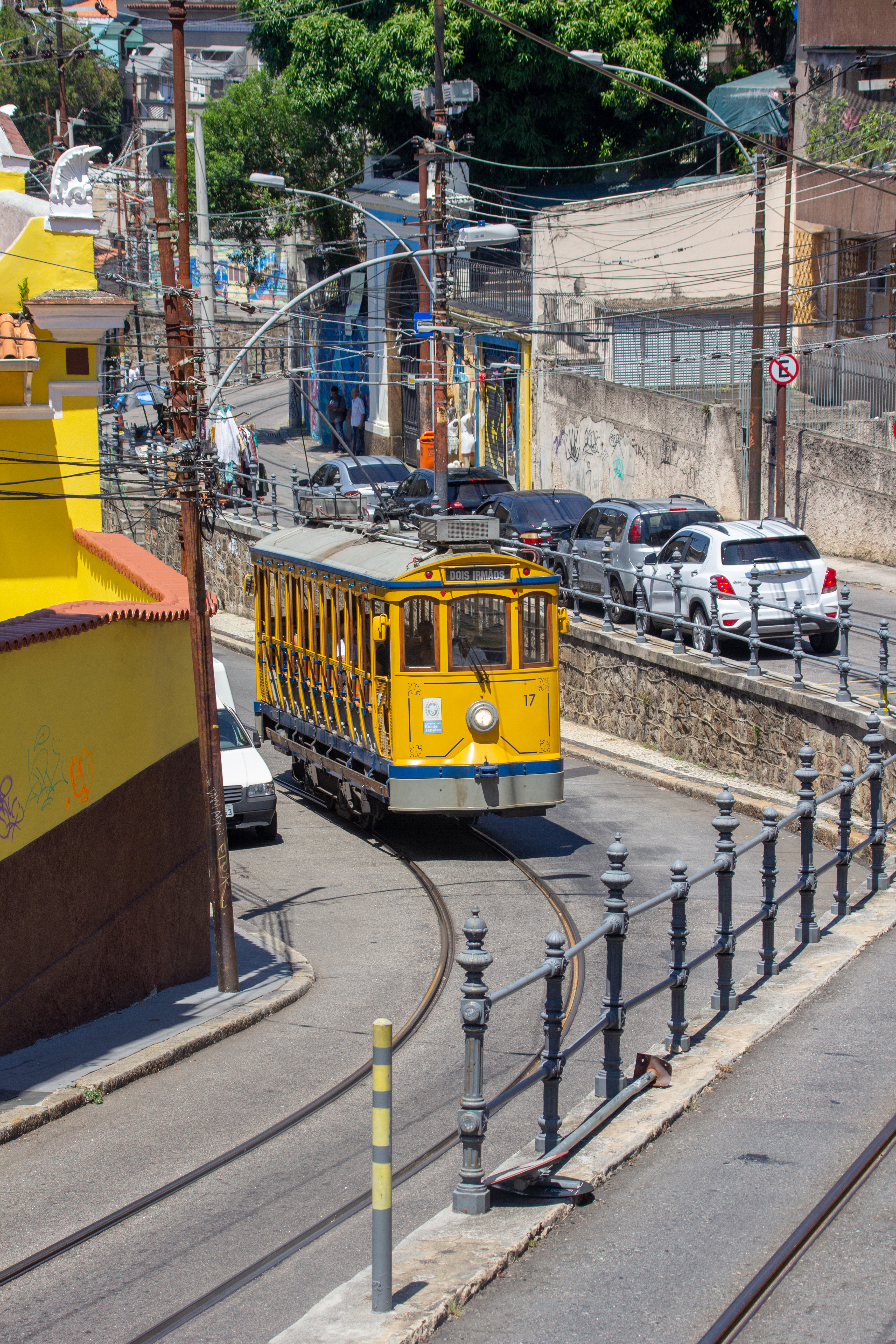
Santa Teresatram
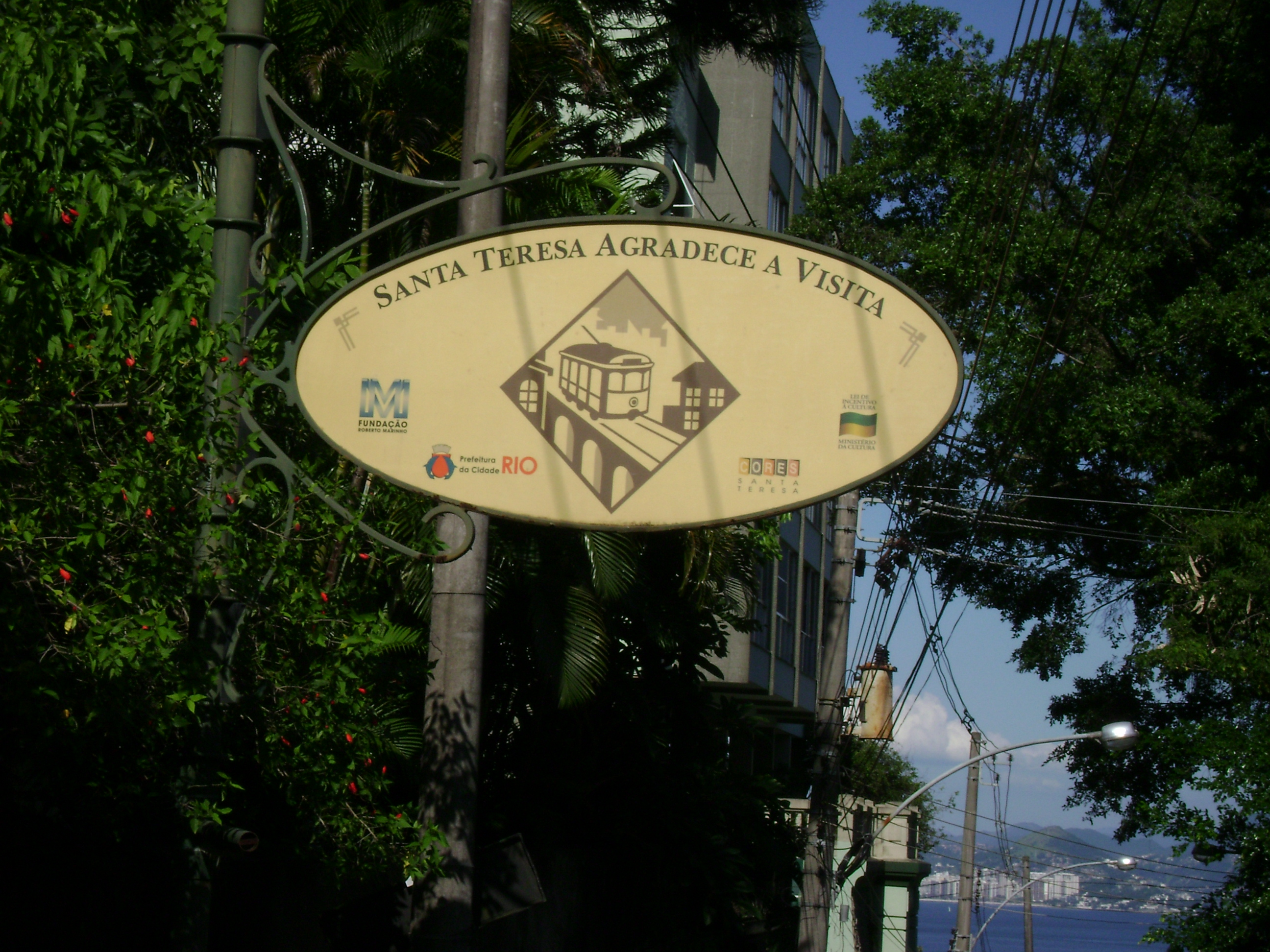
Bord van de wijk Santa Teresa
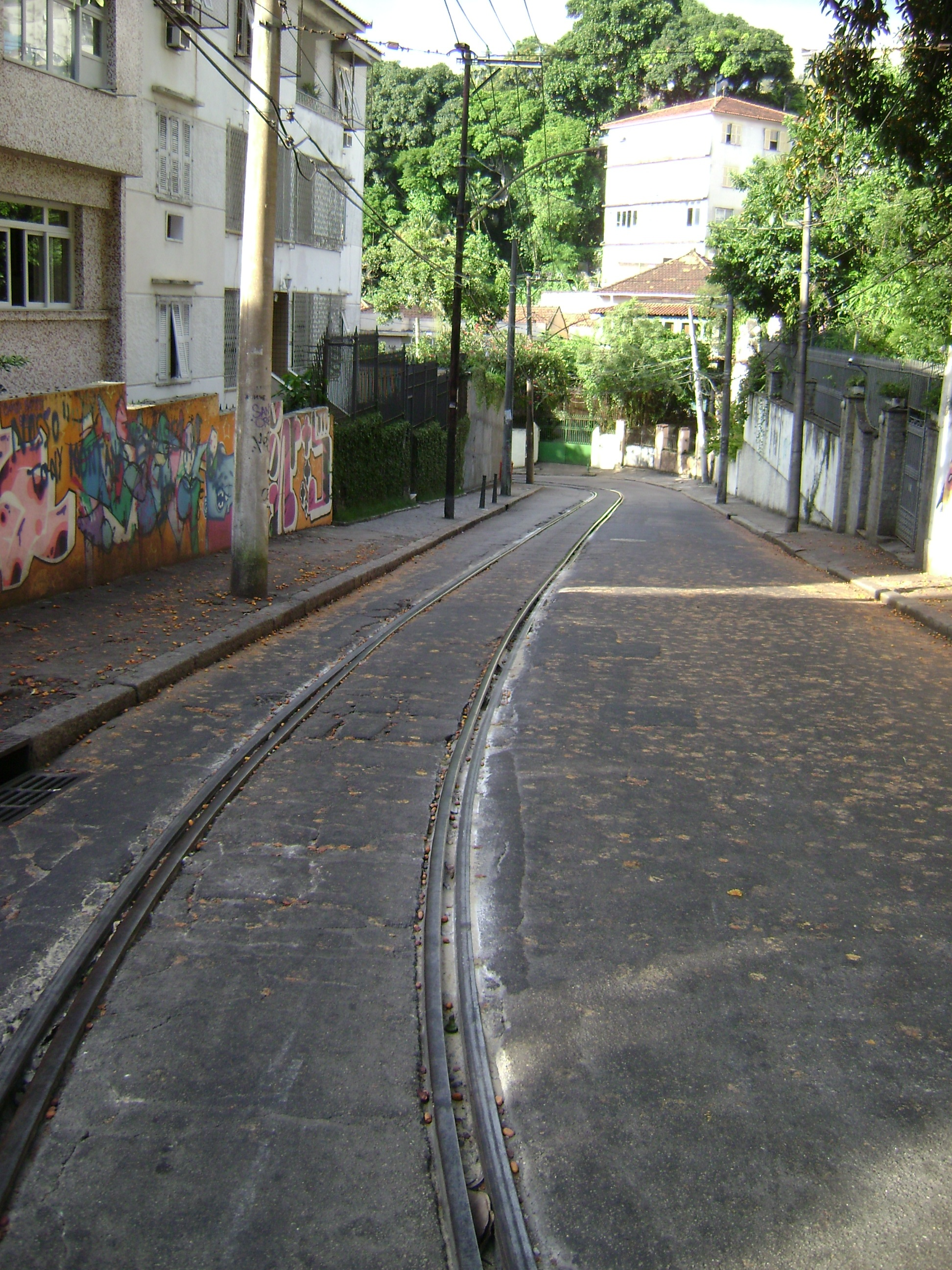
De straat Rua Paschoal Carlos Magno
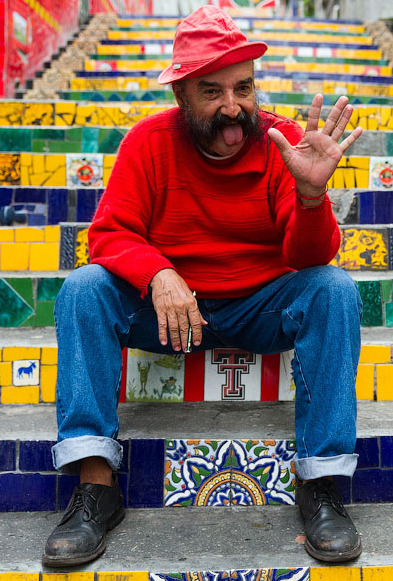
Kunstenaar Jorge Selarón
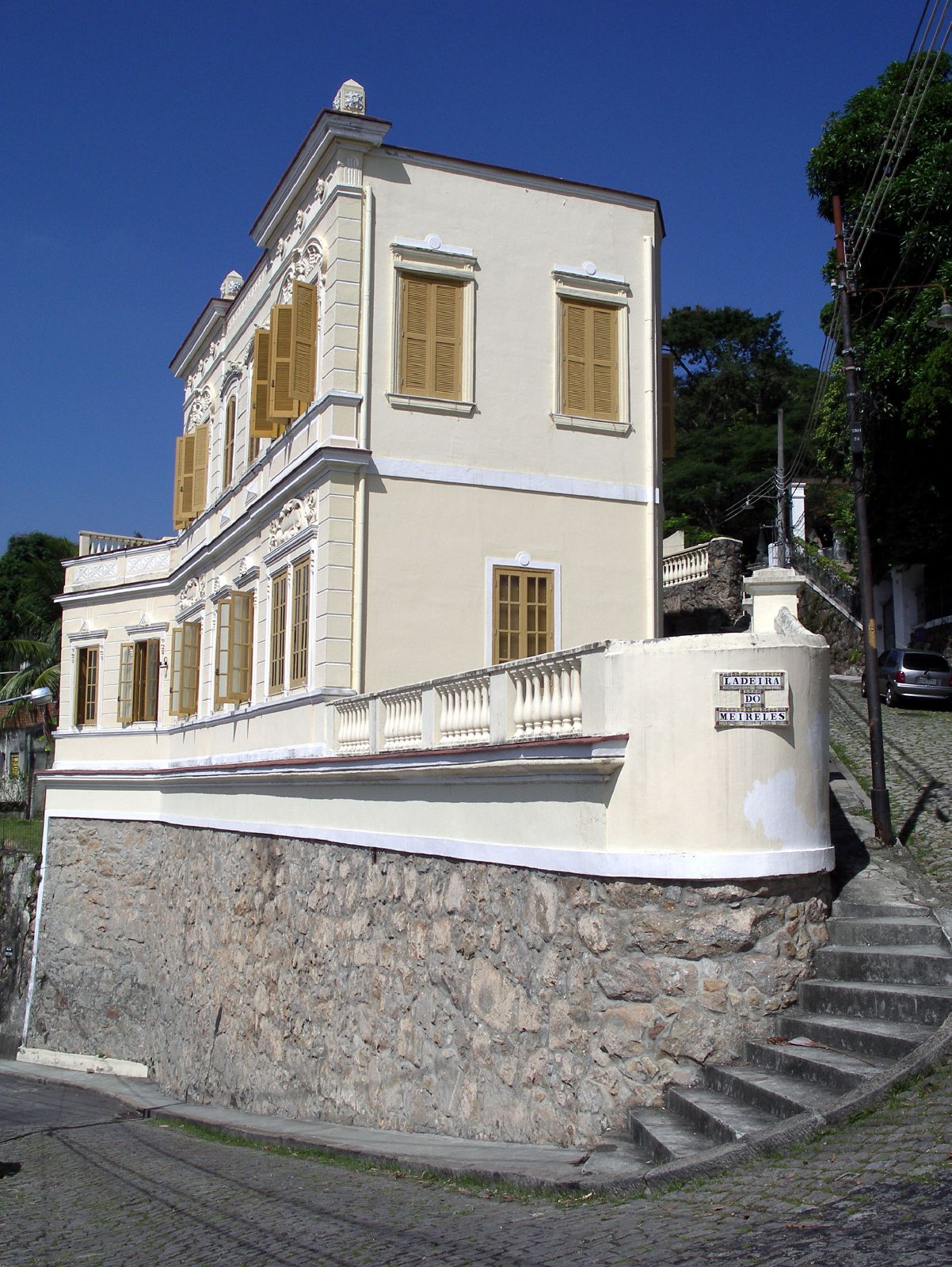
Ladeira do Meireles